# 吕讷里
吕讷里（法語：Lunery，法語發音：[lynʁi]）是法国谢尔省的一个市镇，位于该省西部偏南，属于布尔日区。

## 地理
吕讷里（46°56'7"N, 2°16'16"E）面积32.87 平方千米，位于法国中央-卢瓦尔河谷大区谢尔省，该省份为法国中部省份，北起卢瓦雷省，西接卢瓦-谢尔省和安德尔省，南至克勒兹省，东南接阿列省，东临涅夫勒省。
与吕讷里接壤的市镇（或旧市镇、城区）包括：锡夫赖、拉庞、普里梅勒、圣卡普赖、谢尔河畔圣弗洛朗。

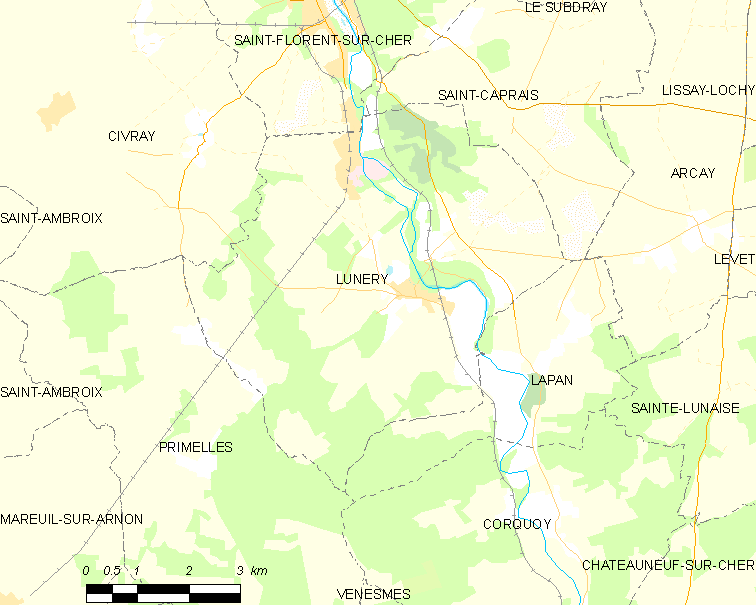
吕讷里的OSM定位图

吕讷里的时区为UTC+01:00、UTC+02:00（夏令时）。

## 行政
吕讷里的邮政编码为18400，INSEE市镇编码为18133。

## 政治
吕讷里所属的省级选区为沙罗县。

## 人口

1962-2008年间吕讷里人口变化图示

吕讷里于2022年1月1日时的人口数量为1522人。